# Wilhelmsbahn

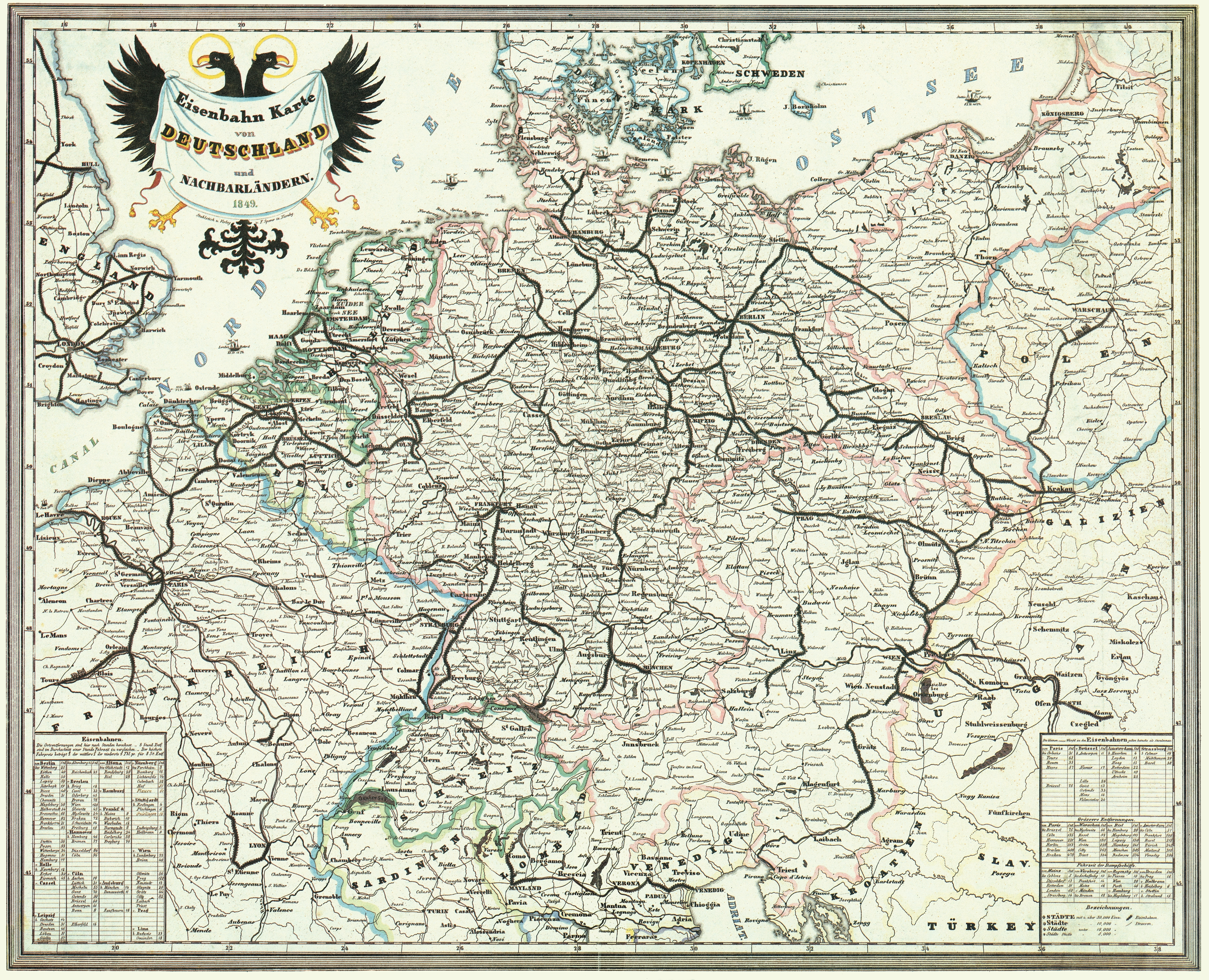
Bahnkarte von Deutschland und Nachbarländern 1849. Dünn eingetragene Strecken waren erst projektiert oder in Bau.

Die Wilhelmsbahn war eine private Eisenbahngesellschaft in Preußen. Sie wurde 1844 in Ratibor in Oberschlesien gegründet, um die Oberschlesische Eisenbahn (Breslau – Oppeln – Cosel – Gleiwitz) mit der österreichischen Kaiser Ferdinands-Nordbahn zu verbinden. Der Name bezog sich auf den Prinzen Wilhelm von Preußen, den späteren Deutschen Kaiser Wilhelm I., der das „Protectorat“ über die neue Gesellschaft übernommen hatte. Die Bahnstrecke verband erstmals das österreichische Bahnnetz mit dem preußischen, das schon über das belgische Netz Verbindung mit dem französischen hatte, außerdem – ein kleines Stück weit über österreichisches Gebiet – zu der russisch-polnischen Strecke nach Warschau.

## Stammstrecke
Bereits am 1. Januar 1846 konnte die erste, 32 km lange Teilstrecke von Cosel bis Ratibor dem rechten Ufer der Oder folgend in Betrieb genommen werden. Nachdem sie den Fluss überquert hatte, führte sie ab 1. Mai 1847 weiter bis zum Grenzort Annaberg (poln.: Chałupki). Von dort wurde am 1. September 1848 der Anschluss an das österreichische Eisenbahnnetz in Oderberg (Bohumín) hergestellt. Bis dorthin führte die Wilhelmsbahn den Betrieb auch auf dem österreichischen Streckenabschnitt durch. Ihre eigene Strecke war nun 54 km lang.
Nachdem die Kreisstadt Cosel an der 1876 eröffneten Strecke vom alten Bahnhof Cosel nach Deutsch Rasselwitz einen eigenen Bahnhof erhalten hatte, erhielt der damalige Bahnhof Cosel den Namen Kandrzin. 1934 wurde dieser wichtige Bahnknotenpunkt in Heydebreck umbenannt.
Heute trägt die Strecke Kędzierzyn-Koźle–Chałupki im Netz der Polnischen Staatsbahn PKP die Strecken-Nr. 151.

## Weitere Ausdehnung

Karte von Oberschlesien 1905

Während der Betrieb der Stammbahn in den ersten Jahren außerordentlich erfolgreich verlief, hatte die Wilhelmsbahn mit ihren später erbauten Nebenbahnen weniger Erfolg.
Von Ratibor aus führte eine 38 km lange Strecke in westlicher Richtung nach Leobschütz, die am 1. Januar 1855 für den Personenverkehr und am 1. Oktober 1856 auch für den Güterverkehr eröffnet worden war. Etwa zehn Kilometer nördlich von Ratibor zweigte in Nensa, das später Buchenau hieß, eine 70 km lange Strecke über Rybnik – Orzesche – Nikolai nach Idaweiche in den südlichen Teil des oberschlesischen Industriegebietes ab, die abschnittweise zwischen dem 1. Januar 1855 und dem 20. Dezember 1858 den Betrieb aufnahm. Außerdem übernahm die Wilhelmsbahn die Betriebsführung der Strecke Kattowitz – Idaweiche – Emanuelssegen, die von der Oberschlesischen Eisenbahn-Gesellschaft erbaut worden war.
Am 16. August 1865 kam noch die zunächst nur dem Güterverkehr dienende, 11 km lange Strecke Friedrichsgrube – Lazisk – Neu Glückaufgrube hinzu. Bis Lazisk verkehrten ab 15. Oktober 1884 auch Personenzüge.
Gemäß einem Vertrag von 1857 übernahm der Preußische Staat Verwaltung und Betrieb der Wilhelmsbahn auf deren Rechnung. Dafür richtete er eine Königliche Direktion in Ratibor ein.
Im Jahre 1869 bot die Wilhelmsbahn-Gesellschaft ihr Unternehmen der Oberschlesischen Eisenbahngesellschaft zum Kauf an. Zu Beginn des folgenden Jahres erfolgte die Übernahme der Verwaltung, die auch hier seit 1857 der Staat im Auftrag der Gesellschaft übernommen hatte. Erst zum 1. Juli 1886 ging die Oberschlesische Eisenbahn-Gesellschaft samt der Wilhelmsbahn in das Eigentum des Preußischen Staates über.